# Skalbjerg
Skalbjerg är en tätort i Assens kommun i Region Syddanmark i Danmark. Tätorten har 584 invånare (2024). Den ligger på Fyn, cirka 19 kilometer nordost om Assens.